# Johanna Duplantis
Johanna Caroline Duplantis, född den 24 september 2002 i  Lafayette, Louisiana, är en svensk-amerikansk friidrottare som tävlar i stavhopp. I USA representerar hon Louisiana State University där hon också studerar. I Sverige representerar hon Upsala IF.
Johanna Duplantis började att träna stavhopp i unga år. När hon startade på college år 2022 började hon få problem med motivationen och 2024 hade hon tankar på att lägga av med stavhoppet. Hon valde istället att satsa än hårdare och resultaten har inte låtit vänta på sig. I maj 2025 kvalificerade hon sig för de nationella universitetsmästerskapen (NCAA) i USA. Väl där satte ett hon nytt personligt rekord med 4,39 meter. Under år 2025 har hon höjt sitt personliga rekord från 4,00 meter till 4,39 meter (juni 2025), vilket placerar henne som åttonde bästa svenska genom tiderna.
Johanna Duplantis är yngre syster till Armand Duplantis, och dotter till Greg och Helena Duplantis.